# ジェレミー・キャンプ
ジェレミー・キャンプとは、アメリカ合衆国のクリスチャンシンガーソングライターである。1978年生まれで、本名は「ジェレミー・トーマス・キャンプ」。

## 人物
これまでに、全米で四度のゴールドディスクを獲得している人気シンガーソングライター。キリスト教の牧師である父の元で育った彼は、2002年に発表した2ndアルバム『Stay』が50万枚以上を売り上げ、一躍トップスターへ。
なお、2000年10月21日に一度結婚しているが、わずか四ヵ月後の2001年2月5日に、その妻を卵巣腫瘍で亡くしている。

## ディスコグラフィー

### アルバム
| 発売日         | アルバムのタイトル              | 販売レーベル   | 全米ビルボードアルバムチャート最高位 | ゴールド等認定    |
| 2002年9月24日  | Burden Me                       | 自主制作       | -                                    | -                 |
| 2002年9月24日  | Stay                            | BEC Recordings | Top Heatseekersにて、13位            | ゴールド (50万枚) |
| 2004年2月10日  | Carried Me: The Worship Project | BEC Recordings | 102位                                | ゴールド (50万枚) |
| 2004年11月16日 | Restored                        | BEC Recordings | 45位                                 | ゴールド (50万枚) |
| 2006年10月31日 | Beyond Measure                  | BEC Recordings | 29位                                 | ゴールド (50万枚) |
| 2008年11月25日 | Speaking Louder Than Before     | BEC Recordings | 38位                                 | -                 |
| 2010年8月24日  | We Cry Out: The Worship Project | BEC Recordings | 15位                                 | -                 |

### ライブアルバム
- Live Unplugged (2005) - 全米最高111位
- Jeremy Camp Live (2009)